# Ctenopelma bicolor
Ctenopelma bicolor là một loài tò vò trong họ Ichneumonidae.